# Туштя
Туштя (рум. Tuștea) — село у повіті Хунедоара в Румунії. Входить до складу комуни Дженерал-Бертело.
Село розташоване на відстані 286 км на північний захід від Бухареста, 31 км на південь від Деви, 143 км на південний захід від Клуж-Напоки, 126 км на схід від Тімішоари.

## Населення
За даними перепису населення 2002 року у селі проживали 325 осіб, усі — румуни. Усі жителі села рідною мовою назвали румунську.